# Stereokartering

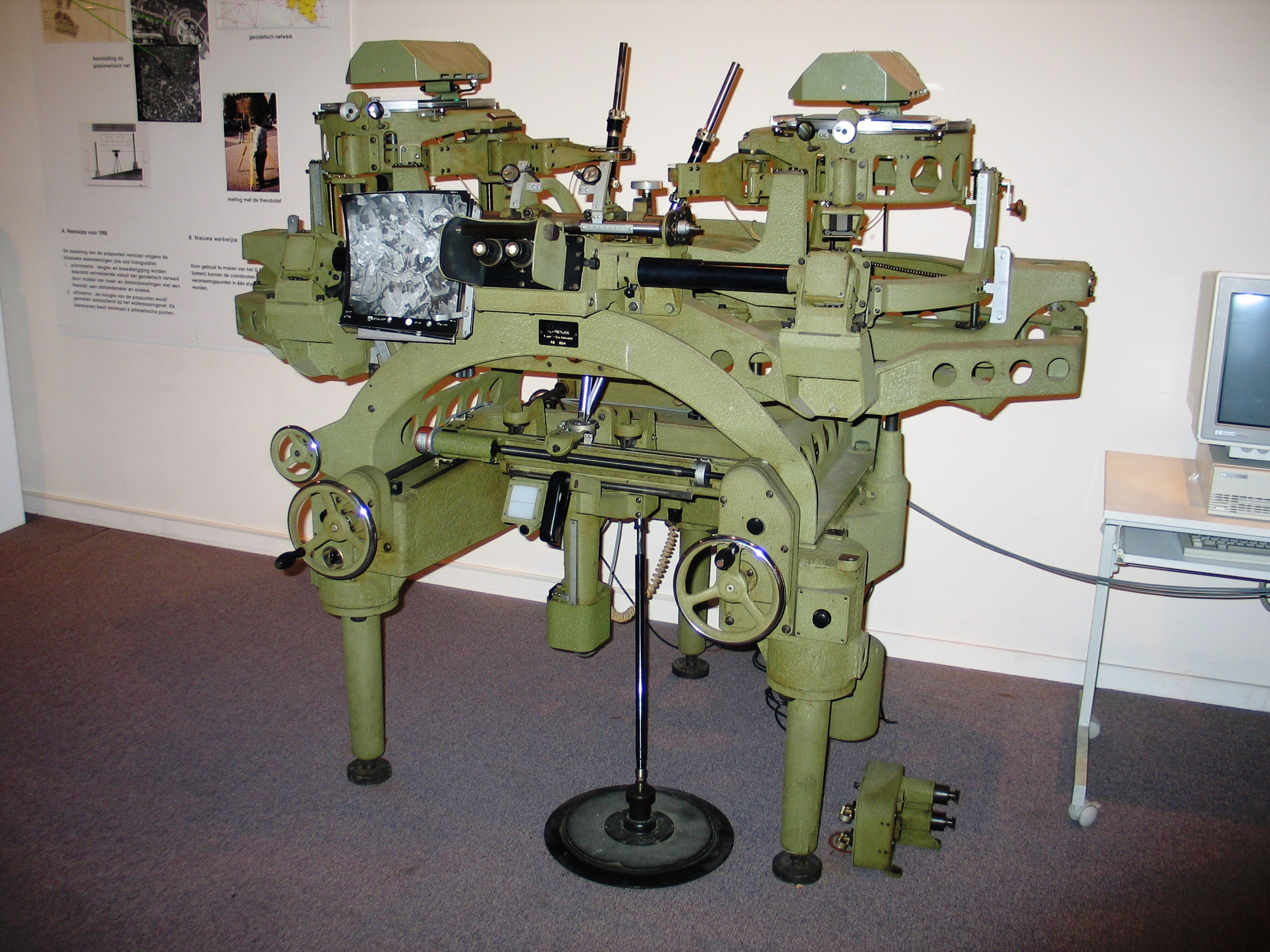
Wild A8, ett äldre analogt stereoinstrument. Här är instrumentet dock utrustat med digitaliseringsutrustning för karteringen. I ursprungsversionen kopplades ett analogt ritbord till instrumentet.

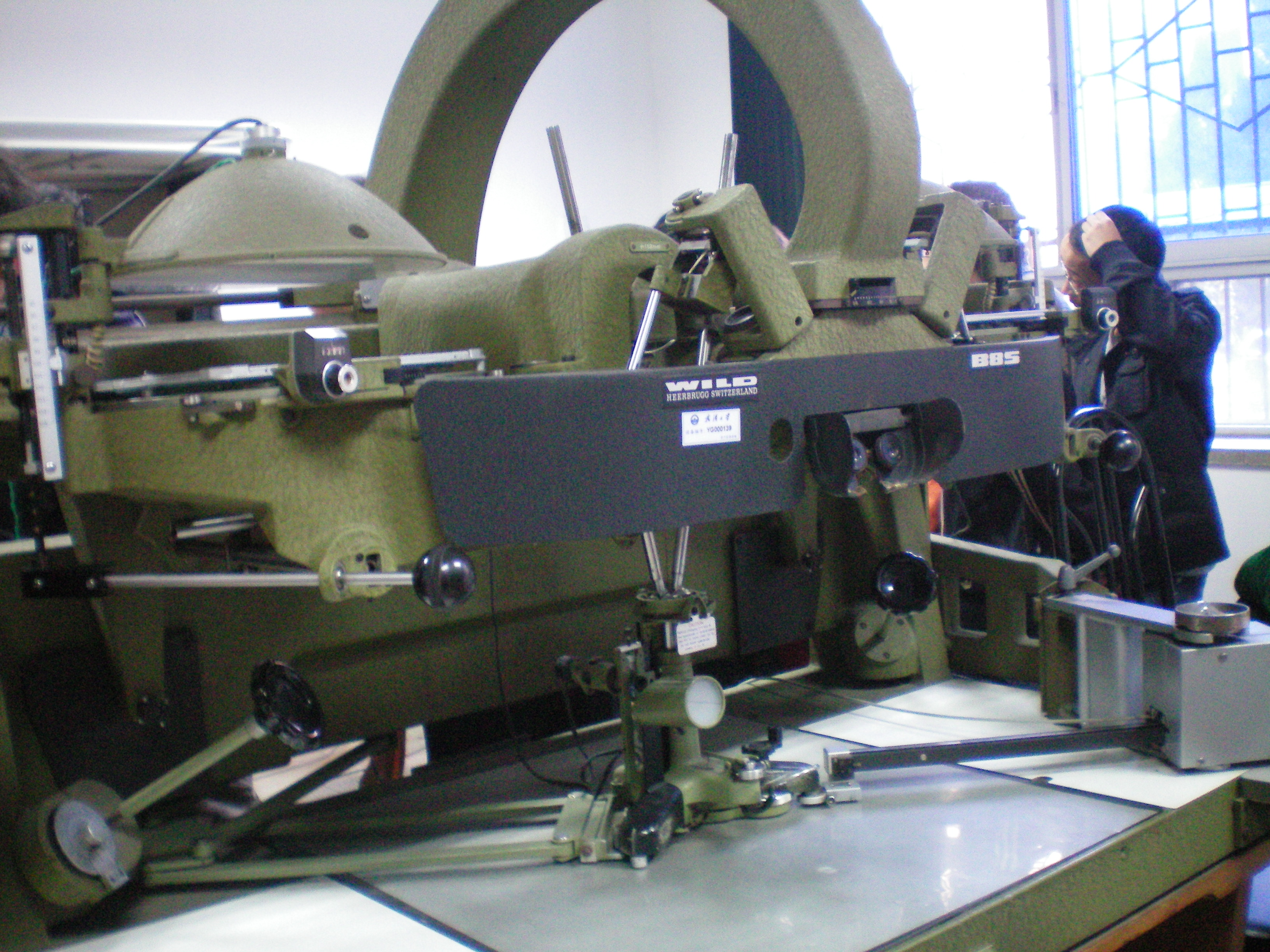
Wild B8, ett något yngre analogt instrument.

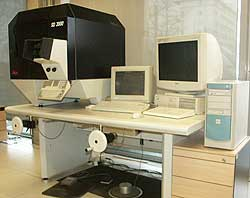
Ett äldre digitalt instrument.

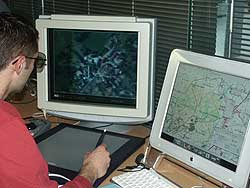
Ett relativt modernt digitalt "instrument". Skärmen till vänster är utrustad med ett filter som skapar två bilder för stereobetraktningen. Operatören har glasögon med polaroidlinser.

Stereokartering eller flygfotogrammetri är när man ur flygfotografier mäter terrängen och objekt på den för att framställa kartor.  Stereokartering ligger till grund för både Lantmäteriets och kommunernas kartor.

## Flygfotografering
När man skall producera en karta genom stereokartering behöver man ett underlag bestående av lodbilder, flygbilder tagna lodrätt nedåt, där bilderna är tagna i stråk med en viss övertäckning, överlappning, för att man skall kunna betrakta marken i stereo.

### Stråkplan och signalstöd
När man skall flygfotografera ett område upprättas en stråkplan med stödpunkter utmärkta för hur flygsignalerna skall placeras.  Stråken brukar fotograferas med 60% övertäckning i flygriktningen och 40% stråkövertäckning mellan intilliggande flygstråk.

### Omdrevsfotografering
I Sverige genomför Lantmäteriet omdrevsfotografering som innebär att man fotograferar landet regelbundet enligt en viss flygfotoplan.

## Orientering av bilderna
När man skall kartera i stereo krävs lodbilder, bilder tagna lodrätt nedåt, med inbördes övertäckning, det vill säga att objektet som avbildas skall finnas med på två bilder som överlappar varandra över objektet. För att man skall kunna betrakta dem i stereo och kunna mäta i dem måste man även orientera dem, förflytta dem relativt varandra och terrängen.

### Relativ orientering
Innan bilderna kan betraktas i stereo måste de relativorienteras, vilket innebär att bilderna justeras, orienteras, relativt varandra så att punkter i terrängen sammanfaller när bilderna betraktas i stereo.  Varje bildpar bildar då tillsammans en stereomodell.  Stereomodellerna är överlappande, vilket ger att två bilder blir en modell och tre bilder blir två modeller.  Flera modeller bildar tillsammans ett block.

### Absolut orientering
För att fotogrammetriskt kunna mäta i modellerna skalenligt måste man ändra modellernas skala och vridning orienteras, absolutorienteras, mot kända punkter i terrängen som är utmärkta med flygsignaler varefter man kan mäta tredimensionellt och skapa en skalenlig karta eller avbildning.

## Stereoinstrument
I så kallade stereoinstrument genomförs karteringsarbetet. Oftast har orienteringsdata tagits fram i blocktrianguleringen av flygbilderna så att dessa används för instrumentinställning.
Det finns analoga, analytiska och digitala stereoinstrument.
- Analoga instrument är oftast avancerade mekaniska apparater som genom sin konstruktion återskapar flygbildernas inbördes lägen, relativorientering, och absoluta läge mot marken, absolutorientering.

- Analytiska stereoinstrument har en matematisk modell som beskriver bildernas inbördes lägen och genom stegmotorer i bildhållarna orienterar bilderna för karteringen.[5]

- Digitala stereoinstrument saknar mekanik, utan all beräkning och mätning sker med hjälp av datorprogram. Datorskärm för steroskopisk betraktning krävs. Det kan vara antingen anaglyfisk betraktning, eller med hjälp av polariserande glasögon med ett polarisationsfilter som visar stereoparets bilder växelvis för betraktaren.

## Kartproduktion med flygbilder
Flyghöjden är avgörande för skalan och noggrannheten i mätningen. Lantmäteriverket, numera benämnt enbart Lantmäteriet, har under många år flugit Sverige för kartering av landet i skalan 1:50 000 (topografiska kartan) och skalan 1:10 000 (ekonomiska kartan). Dessa kartor har framtagits med hjälp av fotogrammetrisk underlag från flygbilder tagna från flyghöjden 4600 meter, kallad normalhöjd. För översiktlig kartering används bilder från flyghöjden 9200 meter.
För storskalig kartering till exempelvis kommunala primärkartor används bilder från lägre flyghöjder, såsom 600 meter till 1200 meter.

## Fotnoter
1. ↑   Flygbildsteknik och fjärranalys, Nämnden för skoglig flygbildsteknik, 1980.
2. ↑  Flygfotoplan 2009 Arkiverad 23 oktober 2004 hämtat från the Wayback Machine.
3. ↑  Långsiktig plan för Lantmäteriets informationsförsörjningsverksamhet åren 2005 - 2010
4. ↑   Flygbildsteknik och fjärranalys ([Ny uppl.]). Jönköping: Skogsstyr. 1993. Libris 7772086. ISBN 91-88462-04-8 (inb.)
5. ↑  Torlegård, Kennert (1998-) (på engelska). Analytisk fotogrammetri och dess felteori. Stockholm: Kungl. Tekniska högsk., Institutionen för geodesi och fotogrammetri. Libris 2945092